# Bul'var Dmitrija Donskogo
Bul'var Dmitrija Donskogo (in russo Бульвар Дмитрия Донского?) è il capolinea meridionale, nonché la stazione più recente della Linea Serpuchovsko-Timirjazevskaja, la linea 9 della Metropolitana di Mosca. È la prima stazione della rete che sorge al di fuori del MKAD, la grande cintura viaria che circonda la città di Mosca. La fermata è stata inaugurata il 26 dicembre 2002 e consente il trasbordo alla stazione Ulica Starokačalovskaja della Linea Butovskaja, la linea di metropolitana leggera inaugurata nel 2003.

## Design
Vi sono due ingressi per l'accesso alla stazione; il pavimento del secondo piano è in marmo bianco e nero. La stazione presenta colonne nere e soffitto in piastrelle grigio chiaro. I pavimenti sono adornati coi colori nero, grigio e rosso, e sono tutti in granito. Ci sono delle scale che conducono dalle banchine ai piani superiori della stazione.